# Emil Bulls
Emil Bulls est un groupe allemand de metal alternatif, originaire de Munich.

## Histoire
En 1995, Christoph von Freydorf (chant et guitare) et Stefan Finauer (batterie, remplacé en 2003 par Fabian Füss) forment le groupe Emil Bulls avec l'ami de von Freydorf, James Richardson (basse), dans la ville bavaroise de Hohenschäftlarn, près de Munich. Le nom est, comme officiellement expliqué, est dérivé du film pour enfants homonyme. Stephan Karl Moik (guitare) et Franz Wickenhäuser (guitare, remplacé en 1999 par Christian Schneider) les rejoignent.
En 2009, Chrissy Schneider quitte le groupe et est remplacée par Andy Bock, qui était le guitariste de From Constant Visions. Le 25 septembre 2009, l'album Phoenix sort. Le titre Here Comes the Fire est proposé en téléchargement gratuit sur leur site web. En septembre 2009, un clip de When God Was Sleeping est publié.
L'album Oceanic sort le 30 septembre 2011. En 2014, le groupe enregistre un nouvel album, Sacrifice to Venus, qui sort le 8 août de la même année,. Au début de l'année 2016, le groupe sort une double compilation best-of XX. Le CD1 contient des versions acoustiques des meilleures chansons d'Emil Bulls, tandis que le CD2 contient les versions originales. Un an plus tard sort l'album Kill Your Demons sort le 29 septembre 2017,,,.

## Discographie

### Albums studio
- 1997 : Red Dick's Potatoe Garden
- 2000 : Monogamy
- 2001 : Angel Delivery Service (48e des charts allemands[11])
- 2003 : Porcelain (62e des charts allemands[11])
- 2005 : The Southern Comfort (98e des charts allemands[11])
- 2008 : The Black Path (69e des charts allemands[11])
- 2009 : Phoenix (59e des charts allemands[11])
- 2011 : Oceanic (16e des charts allemands[11], 69e des charts autrichiens[12])
- 2014 : Sacrifice to Venus (6e des charts allemands[11], 27e des charts autrichiens[12])
- 2014 : Those Were the Days - Best of
- 2016 : XX (41e des charts allemands[11])
- 2017 : Kill Your Demons (13e des charts allemands[11])
- 2019 : Mixtape (11e des charts allemands[11])

### Albums live
- 2007 : The Life Acoustic